# Istituto Massimiliano Massimo

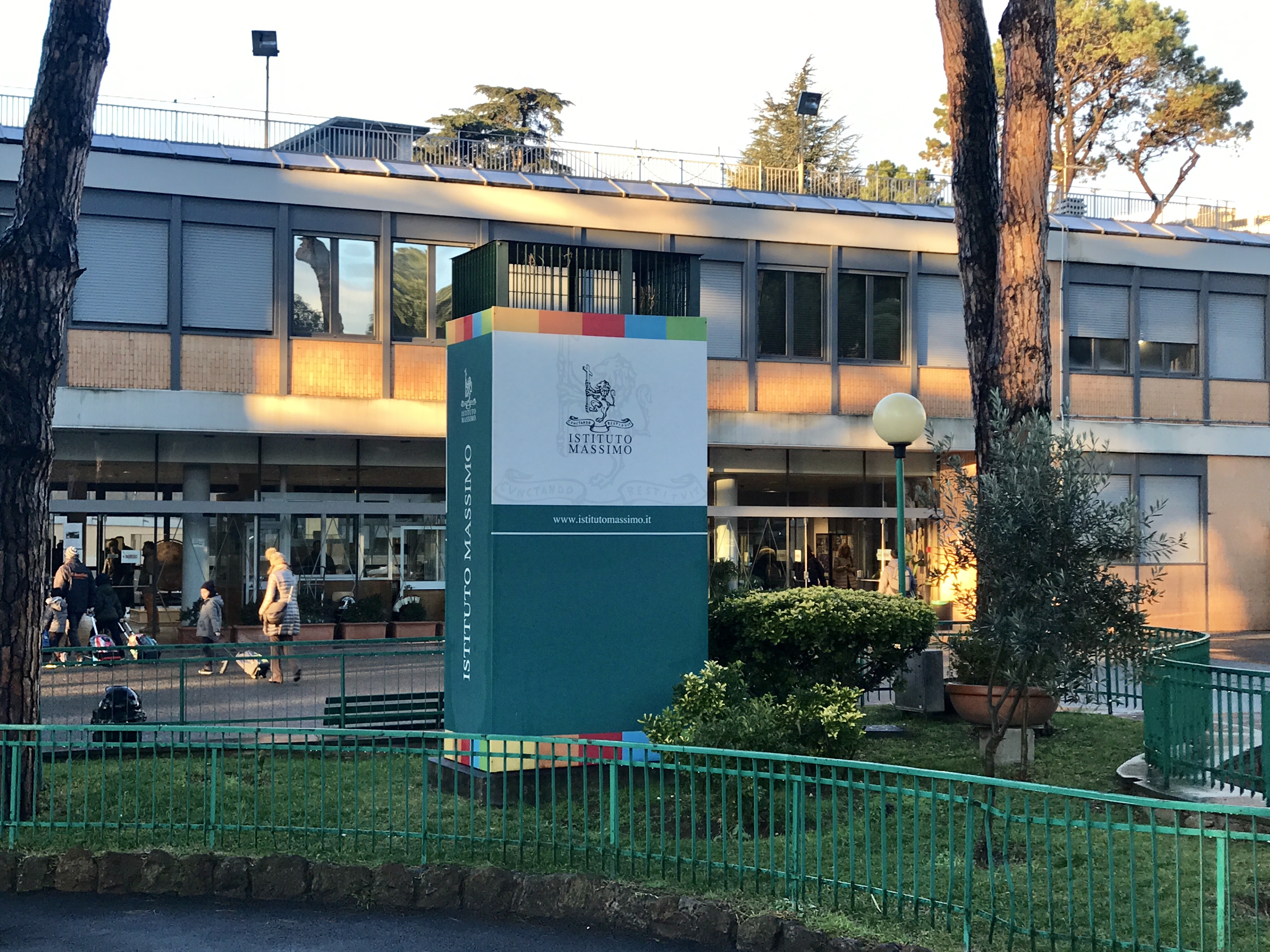
Istituto Massimiliano Massimo (2019)

Das Istituto Massimiliano Massimo (in der Regel nur Istituto Massimo genannt) ist eine katholische Schule in der italienischen Hauptstadt Rom. Sie ist nach dem Jesuiten Massimiliano Massimo benannt und umfasst vom Kindergarten bis zur gymnasialen Oberstufe alle im italienischen Schulsystem vorgesehenen Schulstufen. Schulträger ist der Jesuitenorden.

## Geschichte
Die Ursprünge des Istituto Massimo gehen wie die der Päpstlichen Universität Gregoriana auf eine 1551 von Ignatius von Loyola in der damaligen Via Nuova Capitolina (heute die Via dell’Aracoeli am Kapitol) gegründete Schule zurück (Collegio Romano), die 1584 in den monumentalen Palazzo del Collegio Romano einzog. Die Schule erhielt bereits 1556 von Papst Paul IV. das Recht, akademische Grade zu verleihen. Damit umfasste sie in den folgenden dreihundert Jahren sowohl eine Hochschule als auch eine Sekundarschule.
1870 beschlagnahmte der italienische Staat das Schulgebäude, um dort ein staatliches Gymnasium einzurichten (Liceo Ginnasio “Ennio Quirino Visconti”). Aus diesem Grund musste das Collegio Romano ausziehen. Die Hochschulsektion kam vorübergehend im Palazzo Gabrielli-Borromeo unter und entwickelte sich in der Folge zur selbständigen Universität Gregoriana. Die Gymnasialsektion des Collegio Romano wurde hingegen aufgelöst. Ihren Wiederaufbau betrieb der Jesuit Massimiliano Massimo. 1873 hatte er neben dem neuen Bahnhof Roma Termini den Palazzo Peretti  (auch Palazzo Sisto genannt) geerbt, den er abreißen ließ. An dessen Stelle entstand im Auftrag Massimos für die alte Schule zwischen 1883 und 1886 ein Neubau, der Palazzo Massimo alle Terme. Im Jahr 1960 zog das Istituto Massimo wegen der Zunahme der Schülerzahlen in den modernen Stadtteil EUR (heute Europa) südwestlich der Innenstadt. 1973 wurde die erste Schülerin aufgenommen, seit 1987 sind die Klassen gemischt.

## Profil
Das Istituto Massimo ist eine den staatlichen Schulen gleichgestellte Bildungseinrichtung. Es zählt zu den renommiertesten Schulen Italiens. Das Istituto Massimo umfasst alle Schulstufen und bietet unter anderem ein breites Sportangebot, erweiterten Fremdsprachenunterricht (drei lebende Fremdsprachen) und ein zusätzliches Religionsangebot. In der gymnasialen Oberstufe gibt es einen humanistischen und einen naturwissenschaftlichen Zweig.

## Alumni
Zu den vielen prominenten Absolventen des Istituto Massimo gehören der Ferrari-Präsident Luca Cordero di Montezemolo, der ehemalige Präsident der EZB und italienische Regierungschef Mario Draghi, die Diplomaten Staffan de Mistura und Elisabetta Belloni (eine der ersten Schülerinnen des Istituto Massimo) und der Architekt Pier Luigi Nervi.